# Jana Kločkova
Jana Oleksandrivna Kločkova (in ucraino Яна Олександрівна Клочкова?; Sinferopoli, 7 agosto 1982) è un'ex nuotatrice ucraina.
Specializzata nei misti ha vinto quattro medaglie d'oro ai Giochi olimpici, due a Sydney 2000 e altrettante ad Atene 2004, in aggiunta a un'altra medaglia d'argento.
Nel 2014 è diventata una dei Membri dell'International Swimming Hall of Fame.

## Palmarès
- Olimpiadi

Sydney 2000: oro nei 200m misti e nei 400m misti e argento negli 800m sl.
Atene 2004: oro nei 200m misti e nei 400m misti.
- Mondiali

Perth 1998: argento nei 400m misti.
Fukuoka 2001: oro nei 400m sl e nei 400m misti e argento nei 200m misti.
Barcellona 2003: oro nei 200m misti e nei 400m misti.
- Mondiali in vasca corta

Hong Kong 1999: oro nei 400m misti e argento nei 200m misti.
Atene 2000: oro nei 200m misti e nei 400m misti e argento nei 400m sl.
Mosca 2002: oro nei 400m sl, nei 200m misti e nei 400m misti.
- Europei

Siviglia 1997: argento nei 400m misti e bronzo nei 200m misti.
Istanbul 1999: oro nei 200m misti e nei 400m misti e bronzo nei 400m sl.
Helsinki 2000: oro nei 400m sl, nei 200m misti e nei 400m misti.
Berlino 2002: oro nei 400m sl, nei 200m misti e nei 400m misti e bronzo nella 4x100m misti.
Madrid 2004: oro nei 200m misti e nei 400m misti, argento nella 4x100m misti e bronzo nei 400m sl.
- Europei in vasca corta

Lisbona 1999: oro nei 400m sl, negli 800m sl, nei 200m misti e nei 400m misti.
Valencia 2000: oro nei 200m misti e nei 400m misti.
Anversa 2001: oro nei 200m misti, argento nei 400m sl e nei 400m misti.
Riesa 2002: oro nei 200m misti e nei 400m misti e argento nei 400m sl.
- Universiadi

Pechino 2001: oro negli 800m sl e nei 200m misti.
Daegu 2003: oro nei 200m sl, 200m farfalla, nei 200m misti e nei 400m misti.
Bangkok 2007: oro nei 400m misti e argento nei 200m misti.
- Europei giovanili

Anversa 1998: oro nei 200m misti e nei 400m misti e argento nei 200m rana.
- Vincitrice della Coppa del Mondo di misti nel 1998 e nel 1999

## Riconoscimenti
- World Swimmer of the Year: 2004
- European Swimmer of the Year: 2004